# Gerson Santos da Silva
Gerson Santos da Silva (Belford Roxo, 20 de maio de 1997), mais conhecido apenas como Gerson, é um futebolista brasileiro que atua como meio-campista. Joga pelo Zenit.

## Carreira

### Início
Nascido em Belford Roxo, Gerson começou a treinar com seu pai em um campinho perto de sua casa e, aos 7 anos, foi convidado para fazer um teste no Flamengo, clube pelo qual torcia na infância. Foi aprovado, mas devido ao fato de seu pai, Marcos Antônio, trabalhar na Receita Federal e não poder levar o filho na escolinha, tendo ainda o Flamengo rejeitado ajudar no custo do transporte, Gerson não pôde jogar pelo clube.

### Fluminense

#### Base
O Fluminense demonstrou interesse no jogador e se dispôs a custear as passagens. No Tricolor das Laranjeiras, Gerson começou como jogador de futsal aos 7 anos, até se profissionalizar. Antes mesmo de estrear pelo time principal, foi constantemente convocado pelo técnico Alexandre Gallo para atuar pela Seleção Brasileira Sub-20, jogando com a camisa 10. Tornou-se campeão do Torneio Internacional de Valência, na Espanha.
Tratado como uma joia pelo clube, chegou a despertar o interesse da italiana Juventus, que estaria disposta a pagar 10 milhões de euros (cerca de 30 milhões de reais).

#### Profissional
Em 2014, foi inscrito pelo Fluminense na Copa Sul-Americana, participando do treinamento em meio aos profissionais, mas não entrou em campo. Aos 17 anos, estreou como titular do time profissional, jogando recuado, como segundo volante, numa vitória sobre o Resende, no dia 2 de março de 2015, em partida válida pelo Campeonato Carioca.

### Roma
Após ter acertado com o Barcelona, a Roma ofereceu um valor maior do que tinha sido oferecido pelo Barça, em torno de 16 milhões de euros (cerca de 60 milhões de reais), e acabou acertando com a equipe italiana. Após a desistência do clube espanhol, Gerson transferiu-se para a Roma em janeiro de 2016. Com isso, o Tricolor das Laranjeiras teve que devolver para o Barcelona o valor pago pela prioridade de compra de Gerson.

#### Empréstimo ao Fluminense

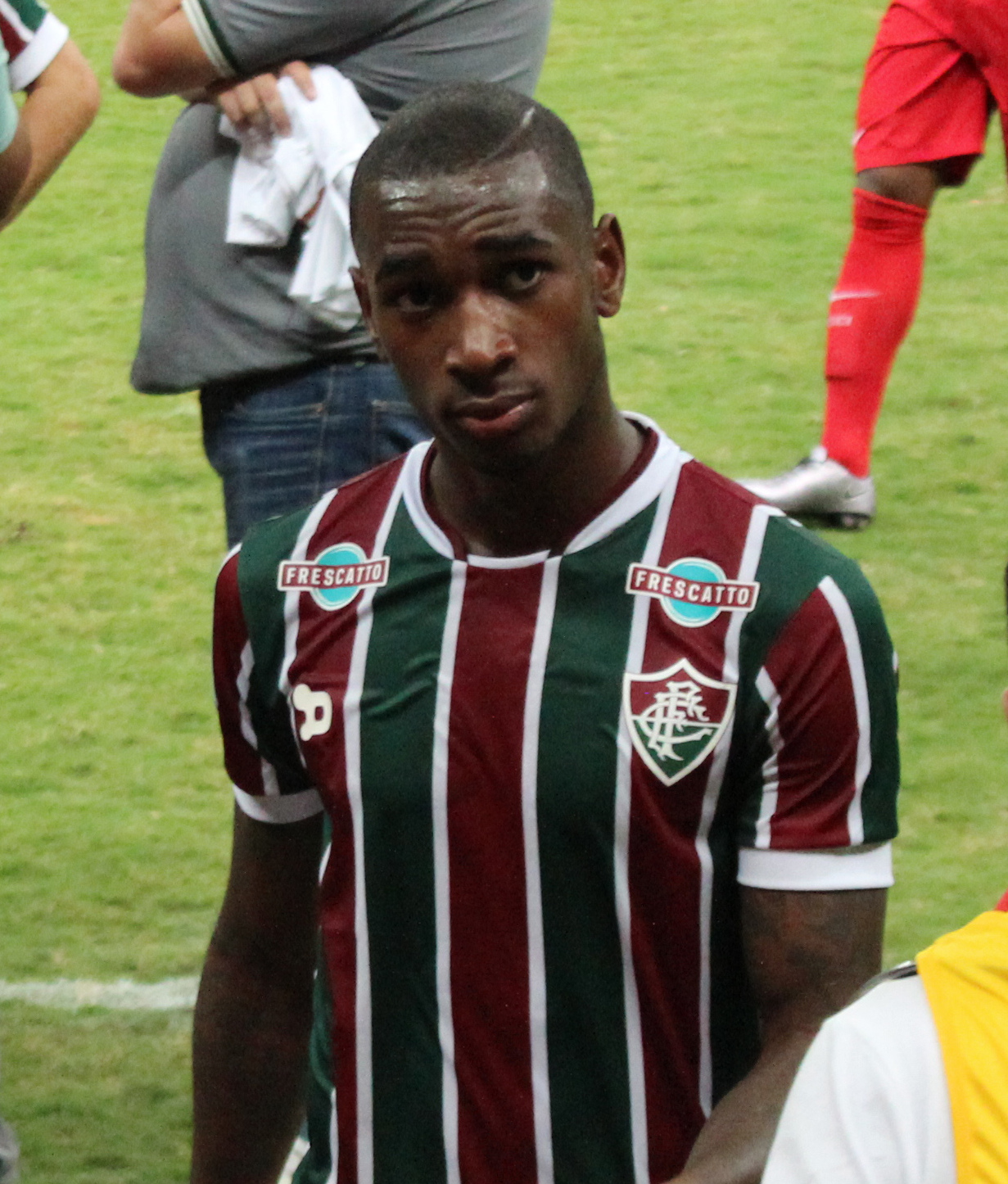
Gerson, pelo Fluminense, em 2016

No dia 28 de janeiro de 2016, sem espaço para jogadores extracomunitários em seu elenco, a equipe italiana acertou seu empréstimo por seis meses ao Fluminense. Na estreia do técnico Levir Culpi, marcou seus dois primeiros gols pelo clube na vitória contra o Criciúma, que rendeu vaga para as semifinais da Copa da Primeira Liga.

### Fiorentina
No dia 20 de julho de 2018 foi emprestado por uma temporada à Fiorentina.
Fez sua estreia pela La Viola no dia 27 de agosto, na goleada por 6–1 sobre o Chievo Verona na 2.ª rodada do Campeonato Italiano de 2018-19, fazendo um dos gols e concedendo uma assistência.
Em 27 de janeiro, foi importante na vitória por 4–3 sobre Chievo Verona na 21.ª rodada da Serie A, ao conceder passe para Federico Chiesa fazer o quarto gol da Fiorentina.
Em 3 de abril, Gerson fez um dos gols no empate com clube que o havia emprestado, Roma, no empate de 2–2 válido pela 30.ª rodada da Série A.
Fez seu 2.° gol na vitória por 4–1 sobre o Spal, na 24.ª rodada do Campeonato Italiano.

### Flamengo

#### 2019
No dia 12 de julho de 2019, o meio-campista foi anunciado pelo Flamengo como sétimo reforço para a temporada 2019. O clube carioca pagou à Roma 49,7 milhões de reais, o que fez de Gerson o jogador brasileiro mais caro já contratado por um clube brasileiro e a terceira transferência mais cara do futebol brasileiro.
Gerson estreou com a camisa do Flamengo no dia 21 de julho de 2019, no empate de 1–1 com o Corinthians, válido pela 11.ª rodada do brasileirão. Marcou seu 1.° gol com a camisa rubro-negra em seu 3.° jogo pelo clube, na vitória por 3–2 sobre o Botafogo, pela 12.ª rodada do brasileirão.
Após uma temporada sólida com títulos do Brasileiro e da Libertadores, Gerson também foi eleito para a seleção da Bola de Prata, junto com outros sete companheiros de equipe.

#### 2020
Após um empate de 2–2 na partida de ida, no dia 26 de fevereiro, marcou 2 gols na vitória por 3–0 sobre o Independiente del Valle, no jogo de volta, da Recopa Sul-Americana, sagrando-se campeão, com o placar agregado de 5–2. Nessa partida, Gerson teve uma atuação digna de um clássico meio-campista, contribuindo para 3.° título do Flamengo em apenas um mês no ano de 2020.
Após as boas atuações com a camisa rubro-negra no Campeonato Brasileiro, foi apelidado de Curinga pelo técnico Jorge Jesus, em razão da capacidade tática de atuar em diferentes setores.

#### 2021
Após um Campeonato Brasileiro de alto nível, Gerson ganhou sua segunda bola de prata consecutiva, selecionado para seleção como melhor volante.
Em 5 de abril, em partida contra o Madureira válida pela 8.ª rodada do Carioca, Gerson teve uma excelente atuação, marcando o 2.° gol da goleada de 5–1 e dando uma assistência para Arrascaeta fechar o placar. No 1.° jogo da fase de grupos da Libertadores, deu uma assistência para Willian Arão fazer o 1.° da vitória do Flamengo sobre o Vélez Sarsfield, por 3–2. Em 27 de abril de 2021, na goleada por 4–1 sobre o Unión La Calera, válido pela 2.ª rodada da Libertadores, Gerson atingiu a marca de cem jogos com a camisa do Flamengo. Em entrevista ao Lance!, Gerson disse:
| “                                  | Completar 100 jogos com o Manto Sagrado é mais um sonho sendo realizado. Nem nos meus melhores pensamentos imaginava conseguir tudo que venho conquistando aqui. Sou feliz e realizado. Que venham mais títulos e muitos mais jogos | ” |
| — Gerson, em entrevista ao Lance!. | |   |

Após fim do Campeonato Carioca de 2021, Gerson foi selecionado para o time do torneio.
Com sua transferência ao Marseille sendo confirmada no dia 9 de junho, Gerson ainda teria 4 jogos pelo Flamengo antes de se transferir para o clube francês. No dia 16 de junho, contribuiu com uma assistência para o 1.º gol do Flamengo feito por Vitinho na vitória 2–0 sobre o Coritiba, no jogo de volta das oitavas da Copa do Brasil. No dia 22 de junho, Gerson recebeu uma homenagem de despedida no canal do Flamengo no YouTube, além de receber um bandeirão com seu rosto no Maracanã, que foi feito por uma torcida organizada do clube.
Seu último jogo pelo clube foi em 23 de junho, a vitória por 2–1 sobre o Fortaleza, em jogo válido pela 6.ª rodada do Campeonato Brasileiro. Ao todo, Gerson atuou em 109 jogos com a camisa rubro-negra, marcando sete gols e concedendo 10 assistências, além de conquistar 8 títulos.

### Olympique de Marseille
No dia 4 de junho, foi anunciado sua transferência ao Olympique de Marseille, após quase um mês de negociações entre as diretorias do Flamengo e do clube francês. O valor da transferência foi de 25 milhões de euros (154 milhões de reais) por cinco anos de contrato, com o rubro-negro mantendo um percentual de 15% a 20% em uma venda futura, tendo que repassar 10% à Roma, antiga equipe do jogador. Gerson se apresentou ao Marseille depois da disputa da Copa América, na segunda quinzena de julho, tendo ainda mais quatro partidas pelo Flamengo antes de se despedir.
Com essa transferência, Gerson se tornou a 4.ª maior venda da história do Flamengo, ficando atrás de Reinier (30 milhões de euros), Lucas Paquetá (38 milhões de euros) e Vinícius Júnior (45 milhões de euros), respectivamente. No dia 9 de junho, o negócio foi anunciado e concretizado oficialmente, com os dois clubes anunciando a transferência em suas redes sociais.

#### 2021–22
Após desembarcar na França em 27 de junho, Gerson foi anunciado oficialmente pelo Marseille no dia 1.º de julho, assumindo a camisa número 8. Fez sua estreia em um amistoso de pré-temporada contra o FC Sète, da 3.ª Divisão Francesa. O Marseille venceu por 2–1. Marcou seu 1° gol logo na partida seguinte, na vitória por 3–1 em um amistoso contra o Servette, na Suíça, em 16 de julho.
Gerson fez sua estreia oficial pelo Marseille no dia 8 de agosto de 2021, na vitória de 3–2 sobre o Montpellier, na 1.ª rodada da Ligue 1.
Marcou seu primeiro gol pelo clube em 28 de agosto, sendo o segundo da vitória de 3–1 sobre o Saint-Étienne, na 4.ª rodada da Ligue 1.
Em sua primeira temporada no Olympique, Gerson disputou 48 jogos, com 11 gols e sete assistências, além de ser Vice-campeão francês.

#### 2022–23
Durante a preparação para o confronto amistoso entre  Olympique de Marselha e Betis, Gerson e o novo técnico, Igor Tudor, se desentenderam e protagonizaram uma discussão durante o treino devido os métodos do treinador, contudo segundo relatos, a discussão não teve maiores consequências e foi considerada como algo corriqueiro no ambiente do futebol.
| “                                        | Todos juntos, pensando no bem do Olympique. Continuamos a trabalhar para crescer, evoluir e fazer uma boa temporada. As conversas são para o crescimento do trabalho. Vamos juntos em busca de conquistas. | ” |
| — Gerson, esclarecendo nas redes sociais | |   |

### Retorno ao Flamengo
Em 9 janeiro de 2023, o Flamengo anunciou o retorno de Gerson para a Gávea. O meio-campista assinou um contrato de cinco anos com o rubro-negro, que pagou dezesseis milhões de euros (cerca de 92 milhões de reais, na época) aos franceses para contratá-lo. Foi o valor mais caro pago pela transferência de um jogador na história do futebol brasileiro.

#### 2024
Titular absoluto no meio-campo da equipe, Gerson completou 200 jogos pelo Flamengo no dia 20 de julho, na vitória de virada por 2–1 contra o Criciúma, válida pela 18.ª rodada do Campeonato Brasileiro. Oito dias depois, antes da partida contra o Atlético Goianiense, válida também pelo Brasileirão, o jogador foi homenageado com uma camisa especial no Maracanã.

#### 2025
No dia 8 de abril de 2025, o Flamengo anunciou a renovação de contrato com Gerson. O capitão tinha vínculo até 2027 e estendeu até o fim de 2030. Ele receberá uma valorização salarial do clube.
No dia 4 de julho de 2025, a rescisão do contrato do jogador com o Flamengo foi publicada no BID da CBF. Sendo assim, o volante não é mais jogador do Flamengo.
Nas duas passagens pelo Flamengo, Gerson soma 253 partidas: 155 vitórias, 50 empates e 48 derrotas. O volante marcou 19 gols, o último justamente em sua última partida, a eliminação para o Bayern nas oitavas da Copa de Clubes.

### Zenit
Em 13 de julho de 2025, o Zenit, da Rússia, apresentou oficialmete o meio-campista Gerson. Os russos pagaram 25 milhões de euros (mais de R$ 160 milhões) para tirá-lo do Rubro-Negro. O vínculo entre as partes tem duração até junho de 2030.

## Seleção Brasileira

### Sub-20
Em 27 de novembro de 2014, Gerson foi convocado para o Campeonato Sul-Americano Sub-20 de 2015, com 17 anos. Estreou pela Seleção Brasileira Sub-20 no dia 15 de janeiro de 2015, começando com uma vitória por 2–1 contra o Chile, sendo um dos destaques, dando assistência para os 2 gols do Brasil, ambos feitos por Marcos Guilherme.

### Recusas e problemas com a Seleção
Gerson se envolveu em alguns problemas durante o período de seleção, começando em 2013, nos preparativos para o Mundial Sub-17. Segundo fontes e como foi citado pelo técnico da seleção na época, Alexandre Gallo, Gerson teria pedido dispensa da Seleção Brasileira Sub-17, alegando que seu pedido de desligamento da seleção foi pelo falecimento de sua avó. No entanto, haviam indícios que suas atitudes vinham de orientações de seu pai e agente, Marcos Antônio.
Em 2015, mais um problema. Segundo Gallo, que também treinou a Seleção Sub-20, Gerson participou do Sul-Americano Sub-20 e vinha tendo regularidade, mas no jogo contra o Peru no dia 4 de fevereiro, Gerson alegou ter sofrido uma lesão e pediu para sair aos 34 minutos do primeiro tempo. Gallo ainda falou Gerson disse ao Fisioterapeuta da seleção que não queria mais ir ao Mundial Sub-20, dizendo não ter interesse em ficar 40 dias concentrado porque seu aniversário era no 20 de maio, período em que ainda estaria concentrado e não poderia comemorar.
A última recusa foi em 2019, após recusar a convocação para Seleção Sub-23 depois de ter disputado o Mundial de Clubes pelo Flamengo para poder tirar férias. Após seu histórico de recusar as convocações, especulações citavam que Gerson estava sendo boicotado e punido das listas seguintes da seleção principal por esse tipo de comportamento, algo que foi desmentido posteriormente por Tite.

### Sub-23
Após algumas recusas e um tempo ausente da Seleção Brasileira, no dia 14 de maio de 2021, Gerson foi um dos convocados pelo técnico André Jardine para a Seleção Olímpica no último período de testes entre os dias 31 de maio e 8 de junho, visando a disputa das Olimpíadas de Tóquio.

#### Jogos Olímpicos de 2020
Gerson foi um dos 18 convocados pelo técnico André Jardine para representar a Seleção Brasileira na disputa dos Jogos Olímpicos, porém não foi liberado pelo Olympique de Marseille para disputar a competição.

### Principal
Após bom início no Marseille, Gerson foi convocado pela primeira vez para a Seleção Brasileira principal no dia 27 de agosto de 2021, para as partidas contra Chile, Argentina e Peru, válidas pelas Eliminatórias da Copa do Mundo de 2022. Sua estreia foi no dia 2 de setembro, na vitória por 1–0 contra o Chile. O volante foi novamente convocado no dia 24 de setembro, para três jogos das Eliminatórias, dessa vez contra a Venezuela, Colômbia e Uruguai, nos dias 7, 10 e 14, respectivamente.
Em setembro de 2023, o atleta foi convocado pelo treinador Fernando Diniz para as partidas contra Venezuela e Uruguai, válidas pelas Eliminatórias da Copa do Mundo de 2026. Questionado pela imprensa por causa da convocação do atleta, Diniz ressaltou: "Tem ligação com aquilo que penso do futebol".

## Caso de racismo
No jogo contra o Bahia, válido pela 26.ª rodada do Brasileirão 2020, Gerson acusou o jogador Índio Ramírez de injúria racial, quando o mesmo discutia com Bruno Henrique em uma jogada. Gerson se aproximou dos dois para falar e foi quando afirma que escutou a seguinte frase de Ramírez: "Cala boca, negro".
| “                                        | Tenho vários jogos pelo profissional e nunca vim na imprensa falar nada porque nunca tinha sofrido preconceito, nem sido vítima nenhuma vez. O Ramirez, quando tomamos acho que o segundo gol, o Bruno fingiu que ia chutar a bola e ele reclamou com o Bruno. Eu fui falar com ele e ele falou bem assim para mim: "Cala a boca, negro". Eu nunca falei nada disso, porque nunca sofri. Mas isso aí eu não aceito. | ” |
| — Gerson, em entrevista ao Canal Premier | |   |

Gerson também discutiu com Mano Menezes, após o técnico defender o jogador do Bahia e provocá-lo pela eliminação da Copa do Brasil diante do São Paulo.
| “              | "Tem que tomar bico do Daniel (Alves, com quem Gerson havia discutido nos últimos jogos entre Flamengo e São Paulo), mesmo. Tem que tomar bico do Daniel, que é mais malandro que tu. Quer mandar no jogo? Daniel Alves te atropelou e você não falou nada... Virou malandragem." | ” |
| — Mano Menezes | |   |

| “                                                         | O Mano até falou "Ah, agora você é vítima, não é? O Daniel Alves te atropelou e você não falou nada". Claro, porque teve respeito entre eu e ele. Eu nunca falei de treinador, mas o Mano tem que saber respeitar. Estou vindo falar aqui por mim e por todos os negros do Brasil. | ” |
| — Gerson, em mais um trecho da entrevista dada ao Premier | |   |

A procuradoria do STJD solicitou a abertura do inquérito para averiguar o suposto caso de racismo que  Gerson teria sofrido pelo atleta Ramírez, do Bahia, em partida pelo Campeonato Brasileiro. Gerson foi prestar depoimento no dia 22 de dezembro de 2020, chegando ao local pouco antes das 10h, acompanhado de Rodrigo Dunshee, vice-presidente geral e jurídico do Flamengo, e Rômulo Holanda, seu advogado. De acordo com a DECRADI, vídeos e áudios foram entregues pelo dirigente e encaminhados à perícia.
Foi intimado pelo STJD a depor sobre o caso mais uma vez, além de Bruno Henrique e Natan, companheiros de Gerson no Flamengo e suas testemunhas, por parte do rubro-negra, que seriam ouvidos na parte da manhã. Por parte do Bahia, Indio Ramírez mais uma vez foi chamado, além de Mano Menezes e outras testemunhas que seriam ouvidos na parte da tarde. Os depoimentos foram marcados para o dia 3 de fevereiro.
O depoimento do trio de arbitragem e do delegado da partida, foram ouvidos pelo STJD no dia 25 de janeiro. No dia 3 de fevereiro, o jogador Ramírez e o técnico Mano Menezes também prestaram depoimento, mas virtualmente.
Gerson e os jogadores Bruno Henrique e Natan, suas testemunhas, não compareceram ao tribunal como foi marcado, também no dia 3 de fevereiro. O STJD determinou que fecharia o inquérito sem o depoimento dos atletas. O Flamengo citou que os atletas não foram por estarem concentrados, devido ao clássico que aconteceria na quinta contra o Vasco da Gama. O rubro-negro carioca encaminhou no dia anterior um pedido de adiamento dos depoimentos dos atletas, mas o relator do caso, Maurício Neves Fonseca, negou o pedido. Foi a segunda vez que o clube tentou remarcar a audiência. No primeiro pedido, o STJD sugeriu que a audiência fosse online, mas o clube propôs que fosse mantida presencialmente.
O dia previsto para o fim do inquérito era no dia 11 de fevereiro. O relator optou por arquivar o inquérito que apurava suposto crime de injúria racial que envolve Gerson e Ramírez. Segundo Fonseca, não havia provas suficientes para uma denúncia no STJD. O relatório com a conclusão do caso já foi enviado e o caso está encerrado na esfera desportiva.

## Estatísticas
Atualizadas até 11 de junho de 2025.

### Clubes
| Clube                  | Temporada         | Campeonato Nacional | Campeonato Nacional | Campeonato Nacional | Copa Nacional[a] | Copa Nacional[a] | Copa Nacional[a] | Competições Continentais[b] | Competições Continentais[b] | Competições Continentais[b] | Outros Torneios[c] | Outros Torneios[c] | Outros Torneios[c] | Total | Total | Total   |
| Clube                  | Temporada         | Jogos               | Gols                | Assist.             | Jogos            | Gols             | Assist.          | Jogos                       | Gols                        | Assist.                     | Jogos              | Gols               | Assist.            | Jogos | Gols  | Assist. |
| ---------------------- | ----------------- | ------------------- | ------------------- | ------------------- | ---------------- | ---------------- | ---------------- | --------------------------- | --------------------------- | --------------------------- | ------------------ | ------------------ | ------------------ | ----- | ----- | ------- |
| Fluminense             | 2014              | —                   | —                   | —                   |                  |                  |                  | —                           | —                           | —                           | —                  | —                  | —                  | —     | —     | —       |
| Fluminense             | 2015              | 29                  | 1                   | 3                   | 4                | 0                | 0                | —                           | —                           | —                           | 12                 | 4                  | 0                  | 45    | 5     | 3       |
| Fluminense             | 2016              | 2                   | 0                   | 0                   | 3                | 1                | 0                | —                           | —                           | —                           | 13                 | 2                  | 1                  | 18    | 3     | 1       |
| Fluminense             | Total             | 31                  | 1                   | 3                   | 7                | 1                | 0                | —                           | —                           | —                           | 25                 | 6                  | 1                  | 63    | 8     | 4       |
| Roma                   | 2016–17           | 4                   | 0                   | 1                   | 0                | 0                | 0                | 7                           | 0                           | 0                           | 3                  | 0                  | 1                  | 14    | 0     | 2       |
| Roma                   | 2017–18           | 24                  | 2                   | 0                   | 6                | 0                | 0                | 1                           | 0                           | 0                           | —                  | —                  | —                  | 31    | 2     | 0       |
| Roma                   | Total             | 28                  | 2                   | 0                   | 6                | 0                | 0                | 8                           | 0                           | 0                           | 3                  | 0                  | 1                  | 45    | 2     | 2       |
| Fiorentina             | 2018–19           | 36                  | 3                   | 3                   | 4                | 0                | 0                | —                           | —                           | —                           | —                  | —                  | —                  | 40    | 3     | 3       |
| Fiorentina             | Total             | 36                  | 3                   | 3                   | 4                | 0                | 0                | —                           | —                           | —                           | —                  | —                  | —                  | 40    | 3     | 3       |
| Flamengo               | 2019              | 27                  | 2                   | 3                   | —                | —                | —                | 7                           | 0                           | 1                           | 2                  | 0                  | 0                  | 36    | 2     | 4       |
| Flamengo               | 2020              | 34                  | 1                   | 3                   | 3                | 0                | 0                | 9                           | 2                           | 1                           | 11                 | 1                  | 0                  | 57    | 4     | 4       |
| Flamengo               | 2021              | 4                   | 0                   | 0                   | 1                | 0                | 1                | 4                           | 0                           | 1                           | 7                  | 1                  | 1                  | 16    | 1     | 2       |
| Flamengo               | 2023              | 32                  | 5                   | 8                   | 9                | 1                | 0                | 6                           | 0                           | 1                           | 12                 | 0                  | 0                  | 59    | 6     | 9       |
| Flamengo               | 2024              | 29                  | 3                   | 6                   | 9                | 0                | 0                | 8                           | 1                           | 1                           | 6                  | 0                  | 1                  | 52    | 6     | 8       |
| Flamengo               | 2025              | 9                   | 0                   | 2                   | 2                | 0                | 0                | 5                           | 0                           | 1                           | 9                  | 1                  | 0                  | 25    | 1     | 3       |
| Flamengo               | Total             | 135                 | 11                  | 22                  | 24               | 1                | 0                | 39                          | 3                           | 6                           | 47                 | 3                  | 2                  | 245   | 20    | 30      |
| Olympique de Marseille | 2021–22           | 36                  | 10                  | 4                   | 3                | 0                | 2                | 12                          | 2                           | 1                           | —                  | —                  | —                  | 48    | 11    | 7       |
| Olympique de Marseille | 2022–23           | 10                  | 2                   | 0                   | 3                | 0                | 0                | 3                           | 0                           | 0                           | —                  | —                  | —                  | 16    | 2     | 0       |
| Olympique de Marseille | Total             | 46                  | 12                  | 4                   | 6                | 0                | 2                | 15                          | 2                           | 1                           | —                  | —                  | —                  | 64    | 13    | 7       |
| Total na carreira      | Total na carreira | 276                 | 29                  | 32                  | 47               | 2                | 2                | 62                          | 5                           | 7                           | 75                 | 9                  | 4                  | 457   | 46    | 46      |

- a. ^ Jogos da Copa do Brasil e Coppa Italia
- b. ^ Jogos da Copa Sul-Americana, Copa Libertadores da América, Liga dos Campeões da UEFA, Liga Europa da UEFA e Recopa Sul-Americana
- c. ^ Jogos do Campeonato Carioca, Copa dos Campeões Internacionais, Copa do Mundo de Clubes da FIFA e Supercopa Rei

### Seleção

#### Sub-20
| N. | Data                   | Local               | Resultado | Adversário | Gols | Competição           |
| -- | ---------------------- | ------------------- | --------- | ---------- | ---- | -------------------- |
| 1. | 15 de janeiro de 2015  | Maldonado, Uruguai  | 2–1       | Chile      | 0    | Sul-Americano sub 20 |
| 2. | 17 de janeiro de 2015  | Maldonado, Uruguai  | 0–2       | Uruguai    | 0    | Sul-Americano sub 20 |
| 3. | 19 de janeiro de 2015  | Maldonado, Uruguai  | 2–0       | Venezuela  | 0    | Sul-Americano sub 20 |
| 4. | 23 de janeiro de 2015  | Maldonado, Uruguai  | 2–1       | Colômbia   | 0    | Sul-Americano sub 20 |
| 5. | 29 de janeiro de 2015  | Montevidéu, Uruguai | 2–0       | Paraguai   | 0    | Sul-Americano sub 20 |
| 6. | 1 de fevereiro de 2015 | Montevidéu, Uruguai | 0–2       | Argentina  | 0    | Sul-Americano sub 20 |
| 7. | 4 de fevereiro de 2015 | Montevidéu, Uruguai | 5–0       | Peru       | 0    | Sul-Americano sub 20 |

#### Sub-23
| N. | Data               | Local            | Resultado | Adversário    | Gols | Competição |
| -- | ------------------ | ---------------- | --------- | ------------- | ---- | ---------- |
| 1. | 5 de maio de 2021  | Belgrado, Sérvia | 1–2       | Cabo Verde    | 0    | Amistoso   |
| 2. | 8 de junho de 2021 | Belgrado, Sérvia | 3–0       | Sérvia Sub-21 | 0    | Amistoso   |

#### Principal
| N. | Data                  | Local              | Resultado | Adversário | Gols | Competição                     |
| -- | --------------------- | ------------------ | --------- | ---------- | ---- | ------------------------------ |
| 1. | 5 de maio de 2021     | Lima, Peru         | 1–0       | Peru       | 0    | Elim. da Copa do Mundo de 2022 |
| 2. | 9 de setembro de 2021 | Pernambuco, Brasil | 2–0       | Peru       | 0    | Elim. da Copa do Mundo de 2022 |
| 3. | 6 de outubro de 2021  | Caracas, Venezuela | 3–1       | Venezuela  | 0    | Elim. da Copa do Mundo de 2022 |
|    |                       |                    |           |            |      |                                |

## Títulos
Fluminense
- Primeira Liga: 2016

Flamengo
- Copa Libertadores da América: 2019
- Recopa Sul-Americana: 2020
- Campeonato Brasileiro: 2019 e 2020
- Copa do Brasil: 2024
- Supercopa do Brasil: 2020, 2021 e 2025
- Campeonato Carioca: 2020, 2021, 2024 e 2025

Seleção Brasileira
- Panda Cup: 2014

### Prêmios individuais
- Seleção do Campeonato Brasileiro:  2019[102], 2020[103] e 2024[104]
- Bola de Prata: 2019[105] e  2020[106]
- Troféu Mesa Redonda – Seleção da Temporada:  2019[107]
- Seleção da Copa Libertadores da América: 2019[108][109]
- Seleção do Campeonato Carioca: 2020,[110] 2021[39] e 2025[111]
- Jogador do mês do Campeonato Brasileiro: outubro de 2024[112]
- Seleção da Copa do Brasil: 2024[113]
- Melhor jogador do Campeonato Carioca: 2025[111]

### Artilharias
- Recopa Sul-Americana: 2020 (2 gols)